# Acarospora fennica
Acarospora fennica är en lavart som beskrevs av H.Magn.. Acarospora fennica ingår i släktet spricklavar, och familjen Acarosporaceae. Arten har ej påträffats i Sverige.